# یاماگاتا، ایواته
یاماگاتا، ایواته (به لاتین: Yamagata) یک منطقهٔ مسکونی در ژاپن است که در ناحیه توهوکو واقع شده‌است. یاماگاتا ۳٬۱۲۱ نفر جمعیت دارد.